# 坎迪德广场站
坎迪德广场站（德語：U-Bahnhof Candidplatz）是一座慕尼黑地铁1号线位于下吉兴-哈拉兴的一座车站。该车站是纪念画家——彼得·坎迪德（Peter Candid）而命名的。